# 와라! 편의점
《와라! 편의점》(영어: Welcome to Convenience Store)은 2008년부터 2014년까지 네이버 웹툰을 통해 연재된 지강민의 웹툰이다. 1화부터 27화까지는 코코포넷에 연재했었고 네이버 만화에서 다시 1화부터 연재된다. 편의점을 무대로 하여 점장, 아르바이트생, 손님, 판매 제품 등이 소재로 등장하고 있다. 40화까지는 매주 금요일에 연재되었으며, 41화 이후로는 매주 수요일과 금요일로 주 2회 연재되었다가 이후 수요일과 일요일로 연재일을 옮겼다.
2008년 2월부터 연재를 시작했으며, 같은해에 서울 국제 만화 애니메이션 페스티벌(SICAF 시카프[*])에서 우수상과 인기상을 수상했다. 이후 2008년 10월 23일에 단행본으로 첫 출간되었으며, 2009년 10월 30일부터는 웹툰의 에피소드를 애니메이션화 하여 《와라! 편의점 The Animation》이라는 제목으로 매주 금요일에 네이버 웹툰 코너와 투니버스에서 총 24주에 걸쳐 애니메이션으로 연재되기 시작, 방영하였다.
2014년 5월 21일 600화를 끝으로 완결되었다.
KBS의 프로그램인 《소비자 고발》에서 이 만화의 한 편이 보여지면서 편의점 김밥에 대한 이야기가 시작된 적이 있다.

## 내용
각각의 화마다 별개의 에피소드로 구성되며, 편의점에서 겪는 실수담이 주로 거론된다. 내용 뿐만 아니라 풍부한 표정의 표현이 재미를 더하는 요소로 작용한다.

## 등장인물

### 와라! 스토어 ((구)프렌드마트) 태연점
542화부터 독립형 편의점(와라! 스토어)으로 운영된다.
※ 지상파 방송분에서는 와라! 편의점 와라 1호점으로 등장한다.
- 김혜연: 이계윤[2]

와라! 스토어에서 아르바이트를 하고 있는 3인방 중의 한 명으로, 오전반을 담당하고 있다. 나이는 24세로 3인방 가운데 나이가 가장 많고 아르바이트 경력 또한 가장 오래되었으며, 그 때문인지 습득하고 있는 아르바이트 관련 지식이 3인방 가운데 가장 많은 것이 특징이다.
- 임은아: 윤여진[2]

와라!스토어의 아르바이트생 3인방 중의 한 명으로, 오후반 담당으로 덜렁대는 면이 많은데다 순진하며, 숫자 계산에 약한 것이 특징이다.
- 박점장: 신용우[2]

와라! 스토어의 점장으로 나이는 45세이며 걸그룹들을 상당히 좋아한다. (특히 미소녀시대.(미소녀시대는 소녀시대를 패러디한 것이다.)) 네모난 형태의 콧수염을 가지고 있으며, 눈을 가늘게 뜨고 있는 중년 남성의 외모를 가지고 있다.
- 강민준: 최승훈[2]

와라!스토어의 아르바이트생 3인방 중의 한 명으로, 3인방 가운데 유일한 남자이다. 야간반을 담당하고 있었고 나이는 21세로 군 미필자이다. 최근들어 자주 등장하지는 않는다.

### CS24 선예점[3]
※ 지상파 방송분에서는 바로크 편의점으로 등장한다.
- 안소이/남담화: 김현심(MBC)

CS24 편의점에서 아르바이트 하는 아르바이트생으로, 웹툰에서는 119화부터 등장한다. 이후에 밝혀진 내용에서 안소이는 외계인이라고 한다.
- 편의점장/조르쥬: 홍범기(MBC)

CS24 편의점의 점장으로 웹툰에서는 40화부터 등장한다. 그러나 498화에서 499화까지 아내가 대장암에 말기라서 편의점운영이 어려워져 옆에서 간호를 해야해서 소이에게 잠시 편의점을 맡기고 얼마지나지 않아서 510화에서 새점장이 된 배수진에게 넘기게 된다.
- 조구원

CS24 야간알바생이 없어 새로 뽑힌 아르바이트생. 웹툰에서는 308화부터 등장한다. 경력을 속여서 아르바이트를 하고 있으며, 일을 못해, 여러번 점장에게 걸려 혼나기 일쑤이다.
- 새점장/배수진

510화부터 등장하는 cs24 선예점의 새점장이다. 조르쥬가 아내의 건강상의 이유로 본사에 경영권을 넘긴것을 본사에서 새로 배정한 점장이다. 원래는 부모가 경영을 하려고 하였지만 부모의 사정으로 배수진이 점장을 맡게되었는데, 나이는 이제 20살이라고 한다. 처음 왔을 때 새 점장이라는 것을 밝히지 않고 왔던 탓에 알바생이 관리를 엉망으로 한것을 점차 정상화해나간다.

### 특별 및 깜짝 출연
- 엘: 엘

인피니트의 멤버.
- 인피니트(와라보이즈): 인피니트

WBC에서 자주 나오는 가수
- 여중생 사생팬 3인방: 김영은, 박리나, 김새해

인피니트의 멤버 엘의 팬이다.
- 취객 3인방[4]: 신용우, 시영준, 소정환
- 토마스: 현경수

외국인
- 엘 매니저: 김국진
- 허세강: 성완경

영화배우
- 최자두와 이윤석: 여민정 · 김영은

《안녕 자두야》에 등장하는 두 인물. 14-1화 중 ‘일어나라 3분 레인저’편에 깜짝 출연하였다.
- 대박이

와라! 편의점 점장의 아들.
- 행진이

와라! 편의점 점장의 둘째 아들.
- 정주리

평범한(?!)알바 여고생. 네이버 웹툰 《놓지마 정신줄》의 주인공.

## 판매 제품
- 와라! 우유
- 초콜릿우유
- 바나나우유
- 커피우유
- 딸기우유
- 와라! 생수
- 크림빵
- 여성용품
- 수정액
- 찐빵
- 담배-디스마이너스(디스플러스),돈힐(던힐),펄펄 라이트(88 라이트),와일드 세븐(마일드 세븐)
- 뻑가스(박카스)

## 주요 배경
- 와라! 스토어 ((구)프랜드마트!) 태연점: 혜연과 민준, 은아가 아르바이트로 활동중인 편의점이다. 위치는 서울시 소시구 선예동으로, 인근에 태연전문대학이 있다.
- CS24 선예점: 소이가 아르바이트로 활동중인 편의점이며, 와라!선예점의 길 건너에 위치해 있다.
- 와라편의점: 애니 버전의 주 배경. 프렌드마트와 대응된다.
- 바로크편의점: CS24와 대응

## 만화책
2008년 12월 23일부터 코리아하우스를 통해 단행본으로 출간되고 있으며, 현재 9권까지 출간되었다.
- 《와라! 편의점 1》 ISBN 9788996193159 (출간일 2008년 12월 23일)
- 《와라! 편의점 2》 ISBN 9788993769142 (출간일 2009년 8월 14일)
- 《와라! 편의점 3》 ISBN 9788993769210 (출간일 2009년 11월 22일)
- 《와라! 편의점 4》 ISBN 9788993769364 (출간일 2010년 7월 1일)
- 《와라! 편의점 5》 ISBN 9788993769449 (출간일 2010년 12월 25일)
- 《와라! 편의점 6》 ISBN 9788993769586 (출간일 2011년 6월 25일)
- 《와라! 편의점 7》 ISBN 9788993769647 (출간일 2011년 12월 15일)
- 《와라! 편의점 8》 ISBN 9788993769814 (출간일 2012년 5월 10일)
- 《와라! 편의점 9》 ISBN 9788967970048 (출간일 2013년 1월 15일)
- 기타 Kids 및 서바이벌 잉글리시, 만화로 보는 TV 애니메이션(학산문화사) 등 다양한 단행본으로 출판되었다.

## 애니메이션 및 TV 프로그램
《와라! 편의점 디 애니메이션》(The animation)이라는 제목으로, 예고편이 2009년 10월 22일에 네이버 웹툰에서 공개되었으며, 10월 30일부터 1기를 시작으로 연재하기 시작하였다. 애니메이션 제작사는 시노드로, 네이버 웹툰에서 와라! 패밀리에 의해 매주 금요일에 연재되었다. 기존 웹툰은 단순히 2차원의 만화로 그려졌지만 애니메이션에서는 3차원 기법이 추가로 사용되었다. 1기는 본편 영상과 이벤트 영상, 스페셜 영상 등을 모두 합해 2010년 4월 2일까지 총 24부 분량으로 연재되었으며, 후속작인 2기는 2010년 5월부터 TV에서 방영할 예정이였으나, 제작사와 MBC와의 협상이 늦어지면서 2011년 12월 26일로 연기되어 2012년 3월 27일까지 방영하였다.

### 제작
본작을 바탕으로 한 애니메이션 시리즈는 '웹투니메이션'이라고 불리는 ONA판과 TV판 애니메이션으로 나뉘며, TV 애니메이션판의 제작은 2010년부터 시작되었다. 이 당시 TVA판은 2012년을 목표로 공개될 예정이었다.

### 방영 목록 (1기)

#### 2009년
| 회차    | 등록일    | 부제                     | 연계 원작 |
| ------- | --------- | ------------------------ | --------- |
| 제1화   | 10월 30일 | 신분증                   | 1화       |
| 제1.5화 | 11월 6일  | 편의점 뉴스              | 외전      |
| 제2화   | 11월 13일 | 체크카드                 | 8화       |
| 제2.5화 | 11월 20일 | 와라! 동화 행복한 편의점 | 외전      |
| 제3화   | 11월 27일 | 아빠와 딸                | 7화       |
| 제3.5화 | 12월 4일  | 성탄절 뮤직 비디오       | 외전      |
| 제4화   | 12월 11일 | 선입선출                 | 38 · 52화 |
| 제4.5화 | 12월 18일 | 와라! e채널              | 외전      |
| 특집    | 12월 25일 | 성탄절 뉴스              | 외전      |

#### 2010년
| 회차     | 등록일   | 부제              | 연계 원작   |
| -------- | -------- | ----------------- | ----------- |
| 제5화    | 1월 1일  | 비둘기            | 103화       |
| 제5.5화  | 1월 8일  | 와라! 동화        | 외전        |
| 제6화    | 1월 15일 | 타이밍            | 85화        |
| 제6.5화  | 1월 22일 | 페이지 애니       | 외전        |
| 제7화    | 1월 29일 | 설연휴            | 70화        |
| 제7.5화  | 2월 5일  | 편의점 뉴스       | 외전        |
| 제8화    | 2월 12일 | 설특집            | 외전        |
| 제8.5화  | 2월 19일 | 짝짜꿍 뮤직비디오 | 외전        |
| 제9화    | 2월 26일 | 폐기김밥          | 36 · 77화   |
| 제9.5화  | 3월 5일  | 편의점 탐구생활   | 155 · 156화 |
| 제10화   | 3월 12일 | 와라! 노래방      | 외전        |
| 제10.5화 | 3월 19일 | 와라! 홈쇼핑!     | 외전        |
| 제11화   | 3월 26일 | 매대청소          | 79화        |
| 제11.5화 | 4월 2일  | 1기 제작 후기     | 외전        |

### 주제가 (1기)
와라! 편의점 디 애니메이션 1기의 오리지널 사운드트랙(OST)인  〈와라! 편의점 디 애니메이션〉이 2009년 12월 3일에 발매되었다.

#### OST CD (1기)
| #  | 제목                                                       | 작사·작곡                                                              | 재생 시간 |
| -- | ---------------------------------------------------------- | ---------------------------------------------------------------------- | --------- |
| 1. | 〈와라! 편의점〉 (스파이크 (기타), 노츠 (믹스))            | 지강민 (작사), 노츠 (작곡 · 편곡), 가시찔레 (보이스)                   | 2:39      |
| 2. | 〈언젠가는〉 (스파이크 (기타), 노츠 (믹스))                | 노츠, 니즈, 오현석 (작사), 노츠 (작곡 · 편곡), 니즈(보이스)            | 3:13      |
| 3. | 〈Working Holiday〉 (스파이크 (기타), 노츠 (믹스))         | 이명선, 윤여진, 신용우, 최승훈 (보이스), 스파이크, E.Q.P (작사 · 작곡) | 3:33      |
| 4. | 〈와라! 편의점 (inst.)〉 (스파이크 (기타), 노츠 (믹스))    | 지강민 (작사), 노츠 (작곡 · 편곡)                                      | 2:39      |
| 5. | 〈언젠가는 (inst.)〉 (스파이크 (기타), 노츠 (믹스))        | 노츠, 니즈, 오현석 (작사), 노츠 (작곡 · 편곡)                          | 3:14      |
| 6. | 〈Working Holiday (inst.)〉 (스파이크 (기타), 노츠 (믹스)) | 스파이크, E.Q.P                                                        | 3:30      |

#### 웹투니메이션 속 음악 정보 (1기)
- 오프닝 테마: 와라! 편의점
  - 작사: 노츠(남구민), 지강민
  - 작곡 · 편곡: 노츠
  - 노래: 가시찔레
- 엔딩 테마: 언젠가는
  - 작사: 노츠, 니즈, 오현석
  - 작곡 · 편곡: 노츠
  - 노래: 니즈
- 3.5화 삽입곡: Working Holiday
  - 작사 · 작곡: 스파이크, E.Q.P.
  - 노래: 이계윤, 윤여진, 신용우, 최승훈
- 8.5화 삽입곡: 오빠 앞에서 짝짜꿍
  - 작사 · 작곡: 지강민, 노츠
  - 노래: 윤여진
  - 피처링: 이계윤

## 소셜 게임

### 대한민국
네이버에서 《와라! 편의점》의 게임 버전을 무료로 제공하고 있다. 계산원은 맨 처음에 점장부터 시작하며, 김혜연, 강민준, 임은아 순으로 추가할 수 있다.
레벨은 30까지이며, 매주 화요일부터 일요일까지 매출대회를 개최한다. 전체 1위부터 30위까지와, 각 지역별 1위부터 3위까지만이 보상품을 지급받는데, 보상품은 수시로 바뀐다. 업데이트 및 점검은 매주 월요일마다 이루어진다. 제작사는 ㈜뉴에프오이다.
2014년 2월 25일에는 모바일 게임으로도 나왔으며, 카카오톡 연동으로 운용된다. 토스트가 공급하고 있다.

### 일본
그래텍 일본사이트 플레이곰에서 서비스중인 게임이다. 플레이 방식은 한국어 버전과 거의 비슷하다.

## PB상품
우유, 유산균음료, 아이스바에도 와라!편의점 캐릭터 디자인의 상품이 세븐일레븐에서 판매된다.